# Pareas temporalis
Pareas temporalis — вид неотруйних змій родини Pareatidae. Описаний у 2021 році.

## Поширення
Ендемік В'єтнаму. Поширений на плато Ділінь в провінції Ламдонг на півдні країни.